# Box-office Italie 1973-1974
Cet article traite du box-office de la saison cinématographique 1973-1974 en Italie.

## Les 20 premiers
Les films sont classés selon les recettes réelles de la Société italienne des auteurs et éditeurs (SIAE, Società Italiana degli Autori ed Editori), fournies par les volumes Platea in piedi exprimées en lires italiennes,,. Lorsque les données SIAE pour le nombre d'entrées ne sont pas disponibles, les recettes réelles ont été divisées par le prix moyen du billet à l'époque, estimé à 539,5 lires en  1973-74.
Pour certains titres étrangers, les données SIAE ne sont pas disponibles, la position dans le classement est obtenue sur la base des données disponibles auprès du Giornale dello spettacolo,.
| Rang | Titre                                             | Pays                                                                        | Réalisateur           | Recettes Italie (lires) | Entrées Italie |
| ---- | ------------------------------------------------- | --------------------------------------------------------------------------- | --------------------- | ----------------------- | -------------- |
| 1    | Attention, on va s'fâcher !                       | Drapeau de l'Italie · Drapeau de l'Espagne                                  | Marcello Fondato      | 6 097 469 000           | 11 246 906     |
| 2    | L'Arnaque                                         | Drapeau des États-Unis                                                      | George Roy Hill       |                         | 8 000 000      |
| 3    | Péché véniel                                      | Drapeau de l'Italie                                                         | Salvatore Samperi     | 4 294 119 000           | 7 959 442      |
| 4    | Papillon                                          | Drapeau des États-Unis · Drapeau de la France                               | Franklin J. Schaffner |                         |                |
| 5    | Le Sexe fou                                       | Drapeau de l'Italie · Drapeau de la France                                  | Dino Risi             | 3 661 973 000           | 6 787 716      |
| 6    | Mon nom est Personne                              | Drapeau de l'Italie · Drapeau de la France · Drapeau : Allemagne de l'Ouest | Tonino Valerii        | 3 620 446 000           | 6 710 743      |
| 7    | Amarcord                                          | Drapeau de l'Italie · Drapeau de la France                                  | Federico Fellini      | 3 333 459 000           | 6 178 793      |
| 8    | Ce cochon de Paolo                                | Drapeau de l'Italie                                                         | Marco Vicario         | 3 329 467 000           | 6 171 393      |
| 9    | Serpico                                           | Drapeau des États-Unis · Drapeau de l'Italie                                | Sidney Lumet          | 3 152 231 000           | 5 842 875      |
| 10   | Portier de nuit                                   | Drapeau de l'Italie                                                         | Liliana Cavani        | 3 120 358 000           | 5 783 796      |
| 11   | Un flic hors-la-loi                               | Drapeau de l'Italie · Drapeau de la France                                  | Steno                 | 2 972 527 000           | 5 509 781      |
| 12   | Pain et Chocolat                                  | Drapeau de l'Italie                                                         | Franco Brusati        | 2 802 086 000           | 5 193 857      |
| 13   | Croc-Blanc                                        | Drapeau de l'Italie · Drapeau de l'Espagne · Drapeau de la France           | Lucio Fulci           | 2 620 381 000           | 4 857 054      |
| 14   | Jesus Christ Superstar                            | Drapeau des États-Unis                                                      | Norman Jewison        |                         |                |
| 15   | Une maîtresse dans les bras, une femme sur le dos | Drapeau du Royaume-Uni                                                      | Melvin Frank          |                         |                |
| 16   | Poussière d'étoiles                               | Drapeau de l'Italie                                                         | Alberto Sordi         | 2 341 044 000           | 4 339 284      |
| 17   | Les Dernières Neiges de printemps                 | Drapeau de l'Italie                                                         | Raimondo Del Balzo    | 2 302 457 000           | 4 267 761      |
| 18   | Teresa la voleuse                                 | Drapeau de l'Italie                                                         | Carlo Di Palma        | 2 251 807 000           | 4 173 878      |
| 19   | Lucia et les Gouapes                              | Drapeau de l'Italie                                                         | Pasquale Squitieri    | 2 212 525 000           | 4 101 066      |
| 20   | Pour aimer Ophélie                                | Drapeau de l'Italie                                                         | Flavio Mogherini      |                         |                |